# 甜麻
甜麻（学名：Corchorus aestuans）是锦葵科黄麻属的植物，为中国的特有植物。分布于热带亚洲、中美洲及非洲以及中国大陆的长江以南各省区等地，见于旷野、荒地或村旁，目前尚未由人工引种栽培。

## 别名
埃及國王菜/ 埃及野麻嬰/皇后之草/ 帝王菜/ 埃及菠菜/摩羅葉/黃麻七/長蒴黃麻/黃花箭芝